# 청사초

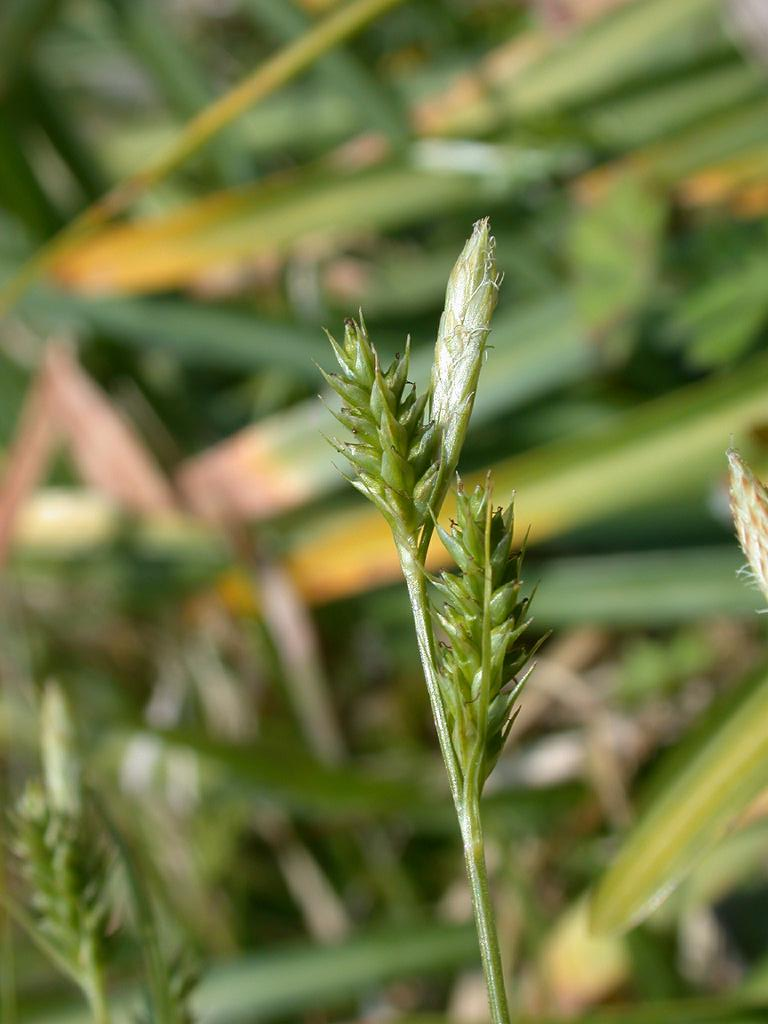

청사초(靑莎草, 학명: Carex breviculmis)는 한국·중국·일본·인도·오스트레일리아 등지에도 분포하는 여러해살이풀이다. 줄기는 모여나기 하고 윗부분은 거칠거칠하다. 잎은 줄기 밑부분에서 어긋나기하거나 모여나기하며 편평하고 실모양이다. 꽃은 4-5월에 핀다. 꽃이삭은 2-6개인데, 수꽃이삭은 1개이며 실모양으로 가지 끝에 난다. 길이 1cm 정도의 엷은 황백색인 암꽃이삭은 곁에서 나오며, 약간 곧추서고 길이 5-30㎜, 지름 3-4㎜이다. 광택이 나는 맨 아래의 이삭은 꼭지가 짧으며 꽃차례보다 긴 잎사귀모양의 포가 함께 난다. 포는 밑부분의 것이 짧고 잎 같다. 암꽃의 영은 타원형으로 끝이 둥글며 흰색이고, 수꽃의 영은 뾰족하다. 과포(果苞)는 세모난 거꿀달걀꼴이나 타원형이고 길이 1.5-3㎜이다. 열매는 수과로서 끝이 작은 원반처럼 되며 암술머리는 3개이다. 들이나 길가에 나며 한국의 전국 각지에 야생한다.